# Grand Prix Formule 1 van Italië 1996
De Grand Prix Formule 1 van Italië 1996 werd gehouden op 8 september 1996 op Monza.

## Uitslag
| Positie | Nummer | Rijder                | Team               | Ronden | Tijd/Opgave | Startplaats | Punten |
| ------- | ------ | --------------------- | ------------------ | ------ | ----------- | ----------- | ------ |
| 1       | 1      | Michael Schumacher    | Ferrari            | 53     | 1:17:43.632 | 3           | 10     |
| 2       | 3      | Jean Alesi            | Benetton-Renault   | 53     | + 18.265    | 6           | 6      |
| 3       | 7      | Mika Häkkinen         | McLaren-Mercedes   | 53     | + 66.635    | 4           | 4      |
| 4       | 12     | Martin Brundle        | Jordan-Peugeot     | 53     | + 85.217    | 9           | 3      |
| 5       | 11     | Rubens Barrichello    | Jordan-Peugeot     | 53     | + 85.475    | 10          | 2      |
| 6       | 10     | Pedro Diniz           | Ligier-Mugen-Honda | 52     | + 1 Ronde   | 14          | 1      |
| 7       | 6      | Jacques Villeneuve    | Williams-Renault   | 52     | + 1 Ronde   | 2           |        |
| 8       | 17     | Jos Verstappen        | Arrows-Hart        | 52     | + 1 Ronde   | 15          |        |
| 9       | 14     | Johnny Herbert        | Sauber-Ford        | 51     | Motor       | 12          |        |
| 10      | 18     | Ukyo Katayama         | Tyrrell-Yamaha     | 51     | + 2 Rondes  | 16          |        |
| DNF     | 16     | Ricardo Rosset        | Arrows-Hart        | 36     | Spin        | 19          |        |
| DNF     | 2      | Eddie Irvine          | Ferrari            | 23     | Spin        | 7           |        |
| DNF     | 20     | Pedro Lamy            | Minardi-Ford       | 12     | Motor       | 18          |        |
| DNF     | 19     | Mika Salo             | Tyrrell-Yamaha     | 9      | Motor       | 17          |        |
| DNF     | 15     | Heinz-Harald Frentzen | Sauber-Ford        | 7      | Spin        | 13          |        |
| DNF     | 5      | Damon Hill            | Williams-Renault   | 5      | Spin        | 1           |        |
| DNF     | 21     | Giovanni Lavaggi      | Minardi-Ford       | 5      | Motor       | 20          |        |
| DNF     | 4      | Gerhard Berger        | Benetton-Renault   | 4      | Hydraulica  | 8           |        |
| DNF     | 9      | Olivier Panis         | Ligier-Mugen-Honda | 2      | Spin        | 11          |        |
| DNF     | 8      | David Coulthard       | McLaren-Mercedes   | 1      | Spin        | 5           |        |

## Wetenswaardigheden
- Jean Alesi nam een spectaculaire start: hij klom van de zesde naar de eerste plaats. Damon Hill ging hem in de eerste ronde wel opnieuw voorbij.
- Om te verhinderen dat rijders de chicanes zouden afsnijden werden aan weerszijden bandenmuren opgetrokken. Dit zorgde voor de opgaves van Damon Hill, Heinz-Harald Frentzen, Olivier Panis, Ricardo Rosset en Eddie Irvine. Ze crashten stuk voor stuk door een afgebroken ophanging na in de bandenmuurtjes gereden te hebben.
- Ook Michael Schumacher reed tegen een bandenmuur maar hij kon doorrijden zonder schade aan de wagen.
- Alesi raakte in de beginfase van de race ook de bandenmuur. Hierdoor viel er een band op de neus van de McLaren van Mika Häkkinen.
- Jacques Villeneuve maakte een vergelijkbare fout, maar de band kwam op de wagen van David Coulthard terecht. De Schot moest opgeven. Villeneuve had wel schade aan de ophanging maar hij wist de race te finishen op een zevende plaats.

## Statistieken
| Pole-position | Damon Hill         | Williams-Renault | 1:24.204 |
| Snelste ronde | Michael Schumacher | Ferrari          | 1:26.110 |

## Noot
- Dit was de 25ste snelste ronde voor Michael Schumacher.
- Dit was de 25ste Grand Prix-winst voor een Duitse coureur.

1921 · 1922 · 1923 · 1924 · 1925 · 1926 · 1927 · 1928 · 1931 · 1932 · 1933 · 1934 · 1935 · 1936 · 1937 · 1938 · 1947 · 1948 · 1949 · 1950 · 1951 · 1952 · 1953 · 1954 · 1955 · 1956 · 1957 · 1958 · 1959 · 1960 · 1961 · 1962 · 1963 · 1964 · 1965 · 1966 · 1967 · 1968 · 1969 · 1970 · 1971 · 1972 · 1973 · 1974 · 1975 · 1976 · 1977 · 1978 · 1979 · 1980 · 1981 · 1982 · 1983 · 1984 · 1985 · 1986 · 1987 · 1988 · 1989 · 1990 · 1991 · 1992 · 1993 · 1994 · 1995 · 1996 · 1997 · 1998 · 1999 · 2000 · 2001 · 2002 · 2003 · 2004 · 2005 · 2006 · 2007 · 2008 · 2009 · 2010 · 2011 · 2012 · 2013 · 2014 · 2015 · 2016 · 2017 · 2018 · 2019 · 2020 · 2021 · 2022 · 2023 · 2024 · 2025